# Patka lastarka
Patka lastarka (Anas acuta) je vrlo rasprostranjena patka koja se razmnožava u sjevernim područjima Europe, Azije i Sjeverne Amerike. Selica je i zimuje na jugu pa i do ekvatora. Neobično za vrstu takve rasprostranjenosti, ona nema podvrsta (ako se Anas eatoni svrsta kao zasebna vrsta). 
Ovo je prilično velika patka, s dugim zašiljenim repom koji joj je donio naziv "lastarka". Mužjak je upadljive smeđe, sive i bijele boje, a ženka je uglavnom svijetlosmeđa s kraćim repom. Mužjak se glasa zviždanjem a ženka kvače kao divlja patka. 
Patka lastarka je ptica otvorenih močvara i gnijezdi se na tlu, često podalje od vode. Hrani se vodenim biljkama a za sezone parenja dodaje malene beskralježnjake ishrani. Vrlo je društvena van sezone parenja i obrazuje velika izmješana jata s drugim vrstama pataka. 
Na populaciju ove patke utječu grabežljivci, paraziti i ptičje bolesti. Ljudske aktivnosti, poput uzgoja biljaka, lova i ribolova, su također imale veliki utjecaj na brojnost ove vrste. Međutim, zbog velikog areala i populacije ne spada u osjetljive vrste. 

## Taksonomija
Ovu vrstu je prvi opisao Carl Linne 1758. u svojoj knjizi Systema naturae kao "Anas acuta". Znanstveni naziv potpiče od dvije latinske riječi: anas što znači "patka" i acuta što potiče od glagola acuere, koji znači "naoštriti". Ovaj se naziv odnosi na zašiljeni rep mužjaka. 
U velikom rodu Anas, lastarkini najbliži srodnici su A. georgica i A. eatoni. Ove se ptice ponekada odvajaju u rod Dafila. 
A. eatoni ima dvije podvrste A. e. eatoni, s Kerguelenskih otoka, i A. e. drygalskyi (the Crozet Pintail) s otoka Kroze. Spolni dimorfizam je mnogo manje upadljiv kod lastarki s juga, jer mužjakovo perje za sezone parenja izgleda kao ženkino. Nema podvrsta ako se A. e. eatoni bude svrstala kao zasebna vrsta, što je moguće zbog različitosti. 

## Opis
Patka lastarka je prilično velika patka s rasponom krila od 23,6–28,2 centimetra. Mužjak je 59–76 centimetara dug i teži
450–1360 grama, i time je dosta veći od ženke duge 51–64 centimetra i teške 454–1135 grama. Mužjak za sezone parenja ima glavu boje čokolade i bijela prsa s bijelom prugom na vratu. Gornji dijelovi tijela i bokovi su sivi, ali postoje izdužena siva pera s crnim središnjim prugama, koja strše prema nazad iz ramena. Mjesto oko kloake je žuto. Kljun je plavkast a noge su blavosive.

## Razmnožavanje
Oba spola postaju spolno zrela nakon prve godine života. Mužjak se udvara ženki plivajući blizu nje sa spuštenom glavom i podignutim repom, zviždeći. Ako postoji grupa mužjaka, gonit će ženku u letu dok samo jedan ne ostane. Ženka se sprema za parenje spuštajući tijelo. Nakon parenja mužjak podiže glavu i zviždi. 
Razmnožavanje se odvija tokom travnja i lipnja. Gnijezdo grade na tlu skriveno u vegetaciji, podalje od vode. Ženka nese sedam do devet jaja krem boje, jedno svakog dana. Ženka sama inkubira jaja 22 do 24 dana. Kada se ptići rođeni s paperjem izlegu, ženka ih vodi do vode,gdje se hrane kukcima s vodene površine. 
Oko tri četvrtine ptića preživi ovaj period, ali ne više od pola njih poživi toliko dugo da se počnu razmnožavati. Najduža zabilježena dužina života je 27 godina, ali rijetke ptice dožive to doba. 

## Ishrana
Patka lastarka se hrani vodenim biljkama uvečer i noću i provodi većinu dana odmarajući se. Dug vrat joj omogućava da pokupi hranu 30 cm ispod vode. Zimi jede uglavnom vodene biljka, ali ponekada jede korjenje i sjemenje u poljima. Za sezone parenja jede uglavnom beskralježnjake.

## Drugi projekti
|  | Zajednički poslužitelj ima još gradiva o temi patka lastarka |
|  | Wikivrste imaju podatke o taksonu patki lastarki             |